# 新潟市立万代高等学校
新潟市立万代高等学校（にいがたしりつ ばんだいこうとうがっこう）は、新潟県新潟市中央区に所在する市立専門高等学校である。

## 概要
本校は1921年創立の女学校を起源とする市立高等学校である。2002年度までは女子高であったが、改称と校舎建て替えに併せて共学化された。
新潟県内の高等学校では唯一の「英語理数科」を有し、平成20年代以降の近年は入試倍率が県内の公立高校の中でも上位を占める2倍を超えている。英語理数科では2つの専攻コースを設置しており、普通科では総合選択制の授業カリキュラムが展開されている。普通科では文系と理系に分かれて学習する。
学校設備も高い水準を維持しており、太陽光発電システムを利用した冷暖房設備の導入（全教室に設置）や電子黒板を全教室に設置しているほか、タブレット型コンピュータを設置したコンピュータ教室・LL教室・CAI教室など、情報化社会に対応した設備を有している。全日制課程
- - 普通科（5学級）
    - 文系
    - 理系

  - 英語理数科（1学級）
    - 英語コース
    - 理数コース

## 教育目標
- 確かな学力を身につけ、自ら学び自ら考える能力を育成する。
- 社会性に富み、他と協調できる心豊かな人間性を育成する。
- 志を高く掲げ、たくましく生き抜く気力・体力を育成する。

## 沿革
- 1921年5月2日 - 新潟市実科高等女学校設立許可。
- 1921年6月1日 - 開校式挙行（創立記念日に指定）。
- 1925年4月1日 - 新潟市立高等女学校と改称。
- 1948年4月1日 - 学制改革により新潟市立沼垂高等学校となる。
- 2003年4月1日 - 新潟市立万代高等学校と改称、教育組織全体を改組し共学化。新校舎竣工、移転。
- 2003年5月31日 - 開校記念式典挙行。

## 校歌
- 『新潟市立万代高等学校校歌』（作詞・作曲：新井満）[2]

## 学校行事

### 4月
- 新任式、始業式、入学式

### 5月
- 生徒総会

### 6月
- 創立記念日
- 体育祭

### 7月
- 生徒会役員選挙
- 夏季休業開始

### 8月
- 夏季休業終了

### 9月
- 文化祭
- 同和教育一斉授業
- 新潟市職員採用試験

### 10月
- 新潟市職員採用試験
- 修学旅行
- 同和教育講演会

### 11月
- 薬物乱用防止講和

### 12月
- 人権教育一斉授業
- 冬季休業

### 1月
- 冬季休業終了

### 2月
- 学校スキー
- 球技大会

### 3月
- 卒業証書授与式
- 学力検査
- 合格発表
- 終業式
- 学年末休業開始
- 離任式
- 学年末休業終了

## 部活動

### 運動部
- 陸上競技部
- 男子・女子バスケットボール部
- 男子・女子バレーボール部
- 男子・女子テニス部
- ソフトテニス部
- ダンス部
- ソフトボール部
- 端艇部
- サッカー部
- 野球部
- バドミントン部
- ラグビー部

### 文化部
- ESS部
- 簿記部
- 書道部
- 演劇部
- 美術部
- 茶道部
- 家庭科部
- コンピュータ部
- 数学研究部

## 著名な出身者
- 岡田茉莉子 - 女優
- 佐藤恵 - （陸上競技走高跳、ロサンゼルス・ソウル・バルセロナ五輪出場）
- 菊池美緒 - 元タレント（松井稼頭央の夫人）
- 越乃リュウ - 元宝塚歌劇団月組男役

## 交通アクセス
- 新潟交通 E1 臨港線ほか 「万代高校前」バス停（最寄り）